# Clarotes (Crète)
Dans l’histoire de la Grèce antique, les Clarotes sont une population de dépendants crétois, dont le statut est comparable à celui des Hilotes de Sparte.

## Histoire
Selon le Livre III des Histoires d’Éphore de Cymé, ils sont appelés ainsi parce qu’ils sont allotis : un lot de terre est destiné au clarote ; les Crétois appellent par ce nom les esclaves qui ont été tirés au sort après avoir été fait prisonniers à la guerre ; les Clarotes sont crétois, contrairement aux autres classes d'esclaves. 